# 구라모토 유키
구라모토 유키(일본어: 倉本 裕基, くらもと ゆうき 쿠라모토 유키[*], 1951년 9월 10일 ~ )는 일본의 뉴에이지 피아노 연주자이자 작곡가로서, 본명은 기타노 미노루(일본어: 北野 實, きたの みのる)이다. 대한민국에서 서구식의 이름인 유키 구라모토(Yuhki Kuramoto)라는 이름으로 알려져 있다.

## 생애
사이타마현 우라와 시에서 태어나 어릴적부터 피아노를 치기 시작하여 라흐마니노프, 그리그등에 심취하였다. 대학 재학 중 대학오케스트라에서 솔리스트를 담당하였다. 일본 도쿄공업대학에서 응용 물리학 석사학위를 취득하였다. 대학 졸업 후, 응용물리학자와 피아니스트, 두갈래의 미래로 향하는 길에서 망설였으나, 피아니스트의 길을 걷기 시작하였다. 이후 1986년에 내놓은 첫 앨범 Lake Misty Blue의 수록곡 "Lake Louise"가 크게 히트를 치면서 성공적으로 데뷔하였다.
대한민국에서는 1998년에 정식으로 음반이 수입되면서 음악 팬들에게 알려지기 시작하였고, 파헬벨의 카논 변주곡이 화제에 올랐던 무렵에 뉴에이지 음악의 열풍이 불면서 일반인에게도 이름이 널리 알려지기 시작하였다. 여러차례 내한공연을 했으며 일본보다 대한민국에서 더 인기가 높다.

## 학력
- 일본 도쿄 공업대학교 물리학과 졸업
- 일본 도쿄 공업대학교 이과대학원 응용물리학과 졸업 (이학석사)

## 앨범
- Reminiscence ― 1998년 3월
- Romance ― 1998년 7월
- Refinement ― 1998년 12월
- Lake Misty Blue ― 1999년 5월
- Sailing in Silence ― 2000년 3월
- Sceneries in Love From TV Drama Soundtrack ― 2001년 4월
- Time For Journey - 2002년 5월
- Concertino - 2003년 4월
- Pure Piano - 2004년 3월
- Heartstrings - 2005년 4월
- Piano Jewels - 2006년 2월
- Romance Collection: 10th Anniversary(한국 진출 10주년 기념 음반) - 2007년 5월
- Piano Poem - 2008년 1월
- Piano Nostalgie - 2008년 7월
- Piano Affection(Memory Of Love) - 2009년 6월
- Romance Strings - Anthology - 2011년 4월
- Reverie - 2012년 5월
- Piano Consolation - 2013년 9월
- Scores Of Piano - 2014년 1월
- The Romantist - 2014년 3월
- Heartstrings Again 'Memory Of Love' - 2014년 12월
- Misty Lake Louise - 2015년 12월
- Lovely Life - 2016년 8월
- Reminiscences 2 - 2018년 5월

## 같이 보기
- 리처드 클레이더만
- 사사키 이사오
- 신승훈
- 윤한
- 이루마
- 조지 윈스턴